# Eimeldingen
Eimeldingen (în latină Agimotingas) este o comună din landul Baden-Württemberg, Germania.

## Istorie
Eimeldingen a fost menționat pentru prima dată în 764. Acesta a aparținut mai întâi casei de Rötteln, înainte de a fi transferat casei de Hachberg-Sausenberg, de unde va ajunge în posesia casei de Baden.